# 程庭芳
程庭芳（1911年—1968年），男，山东高青（一作蒲台）人，中国天文学家、天文教育家，南京大学天文系创建人之一，曾任副教授、天体测量研究室主任。